# Dianthus carmelitarum
Dianthus carmelitarum är en nejlikväxtart som beskrevs av Georges François Reuter och Pierre Edmond Boissier. Dianthus carmelitarum ingår i släktet nejlikor, och familjen nejlikväxter. Inga underarter finns listade i Catalogue of Life.